# Srednji graben
Srednji graben je potok, ki izvira v bližini zaselka Trebelno pri Palovčah in se izliva v potok Rovščica. Vodna pot teče nadalje preko rek Radomlja in Rača v Kamniško Bistrico. 